# Cornelius Ubbo Ariëns Kappers
Cornelius Ubbo Ariëns Kappers (Groningen, 9 augustus 1877 – Amsterdam, 28 juli 1946) was een Nederlands medicus en neurologisch en neurowetenschappelijk onderzoeker. In 1908 werd hij de eerste directeur van het Nederlandsch Centraal Instituut voor Hersenonderzoek. Daarnaast was hij lid van de Koninklijke Nederlandse Akademie van Wetenschappen (KNAW). Hij werd in het bijzonder internationaal bekend door de publicatie van Die vergleichende Anatomie des Nervensystems der Wirbeltiere und des Menschen, gepubliceerd in Engelse vertaling in 1936 als The Comparative Anatomy of the Nervous System of Vertebrates Including Man. Van 1943 tot aan zijn overlijden was hij voorzitter van het Nederlandsch Nationaal Bureau voor Anthropologie.

## Vorming
Na geneeskunde te hebben gestudeerd aan de Universiteit van Amsterdam wijdde Ariëns Kappers zich aan de studie van het zenuwstelsel. Op dat gebied behaalde hij zijn grootste successen. Ariëns Kappers' mentoren waren anatoom Louis Bolk en neuroloog en psychiater Cornelis Winkler. Laatstgenoemde vertelde hem over een door de medische faculteit in Utrecht uitgeschreven prijsvraag over de ontwikkeling van zenuwscheden. Ariëns Kappers deed hiervoor onderzoek op Winklers laboratorium. Met zijn inzending haalde hij de eerste prijs. Kort daarna haalde Ariëns Kappers zijn doctoraalexamen (1901). Zijn voorkeur voor het zenuwstelsel stond daarmee vast.

## Specialisatie
De Groninger haalde zijn artsdiploma (in 1903), maar werd nooit arts. Voor hij slaagde deed hij al microscopisch onderzoek naar tumoren in de kliniek van Jacob Rotgans. In de nachten schreef hij aan zijn proefschrift De banen en centra in de hersenen der Teleostiërs en Selachiërs. Daarmee promoveerde hij cum laude (1904). In de volgende jaren deed hij onder meer onderzoek op het Zoölogisch Station in Napels (1904/1905) – wat hij al eerder deed toen hij zijn artsdiploma nog niet had – en werkte hij bij professor Ludwig Edinger, de grondlegger van de vergelijkende anatomie. Daar concludeerde Ariëns Kappers dat in de loop van de evolutie vier hersenzenuwkernen onderling van plaats wisselden. Daarover schreef hij Phylogenetische Verlagerungen der motorischen Oblongatakerne, ihre Ursache und Bedeutung (1907). Zijn theorie van de neurobiotaxis was hier een uitvloeisel van. Later richtte Ariëns Kappers zich meer op de ontwikkeling van de hersenschors en naar schedelmeting.

## Centraal Instituut voor Hersenonderzoek
Toen de Groninger werd benoemd tot directeur van het Nederlandsch Centraal Instituut voor Hersenonderzoek creëerde en onderhield hij gedurende de rest van zijn leven een grensoverschrijdend netwerk van hersenonderzoekers.

## Hulp aan de Joden
Tijdens de bezetting in de Tweede Wereldoorlog hielp Ariëns Kappers naar schatting 200 Joden aan vervolging te ontkomen. In die tijd probeerden veel Joden deportatie te voorkomen door een schriftelijk bewijs te laten maken dat ze niet als Joods gezien konden worden.
Die papieren werden alleen als aannemelijk beschouwd als er een antropologische verklaring bij zat dat die persoon geen Joodse kenmerken had. Arts en antropoloog Arie de Froe onderzocht dit en liet iedereen nakijken door Ariëns Kappers, die de verklaringen ook ondertekende. Ariëns Kappers' krabbel bleek op basis van zijn goede reputatie overtuigend genoeg voor de bezetters. De Amsterdamse advocaten Nino Kotting en Jaap van Proosdij en de Haagse advocaat Martien Nijgh dienden de bezwaarschriften tegen vervolging in.
Ariëns Kappers stierf kort na de bevrijding. In 2018 kreeg hij postuum de medaille Rechtvaardigen onder de Volkeren van Yad Vashem, het centrum voor de Holocaustherdenking, voor het tekenen van deze verklaringen.
Het Joods Historisch Museum in Amsterdam beschikt nog over een originele 'verklaring van arische afstamming' van de hand van Ariëns Kappers, waarin in juni 1943 wordt 'getoond' dat Franz Karl Sinek maar 'één vierde Joods' is.

## Ariëns Kappers naam leeft voort
De Ariëns Kappers Medal en C.U. Ariëns Kappers Prize zijn huidige naar hem vernoemde medische prijzen op neurologisch en neurowetenschappelijk gebied. Ariëns Kappers was de oom van Hans Ariëns Kappers, hoogleraar neuroanatomie aan de Universiteit van Groningen.